# Seregély
A seregély (Sturnus vulgaris) a madarak osztályának verébalakúak (Passeriformes) rendjébe és a seregélyfélék (Sturnidae) családjába tartozó faj. Testhossza mintegy 20 cm, fényes, fekete tollazata van, fémes ragyogással, melyet fehér pettyek tarkítanak az év bizonyos szakában. Lábai rózsaszínűek, csőre télen fekete, nyáron sárga színű. A fiatal példányoknak a felnőttekénél barnásabb színezetű a tollazata. Zajos madárfaj, különösen alvóhelyei közelében és más csoportos tevékenységek közben nem túl dallamos, ám változatos dalt hallat, nagyon sok hang utánzására képes, köztük az emberi beszédére is. Rendkívül intelligens. 
Mintegy tucatnyi alfaja létezik, melyek nyílt élőhelyeken fészkelnek szerte természetes elterjedési területén Európában és Nyugat-Ázsiában. Betelepítették Ausztráliába, Új-Zélandra, Kanadába, az Amerikai Egyesült Államokba, Mexikóba, Peruba, Argentínába, Brazíliába, Chilébe, Uruguayba, a Dél-afrikai Köztársaságba és a Falkland-, valamint a Fidzsi-szigetekre. E madárfaj állandó élőhelye Dél- és Nyugat-Európa és Délnyugat-Ázsia, míg az északkeleti, északi vidékeken élő populáció télen délre és nyugatra vándorol fészkelőhelyén, vagy távolabb, akár az Ibériai-félszigetig, vagy Észak-Afrikáig is eljut. Rendetlen fészkét természetes, vagy mesterséges üregekbe készíti, ahol a tojó négy-öt fényes halványkék tojást rak le. Ezután két héttel kikelnek a fiókák, melyek további három hétig maradnak a fészekben. Általában egy vagy két fészekaljat nevelnek fel évente. E madárfaj mindenevő: gerinctelen állatfajok széles skáláját fogyasztja, valamint magvakkal és gyümölcsökkel is táplálkozik. Számos ragadozó emlős és ragadozó madár vadászik a seregélyekre, valamint testén kívül és belül is több élősködő megtalálható.
Jellemzően nagy csapatokba verődik, amely a mezőgazdaság számára káros gerinctelen állatok nagyfokú irtásával képes segíteni a gazdákat, ugyanakkor maga is kártevő lehet a földeken, mivel megdézsmálja a gyümölcsösöket és a gabonaféléket. A seregélyek kellemetlenséget okozhatnak zajukkal és ürülékükkel, melyet a városokban összeverődő nagyobb csapataik csinálnak. A behurcolt állományok méreteit megpróbálták részben kontroll alatt tartani, ide értve például a selejtezést is, de ezek csak korlátozott sikerrel jártak, kivéve a Nyugat-Ausztráliában való elterjedés megelőzését. Észak- és Nyugat-Európa egyes részein csökkent a seregélyállomány a nyolcvanas évektől kezdve, mivel a kevesebb zöldterület miatt csökkent a fiókák táplálásához szükséges gerinctelen állatok mennyisége. Ennek ellenére nem várható, hogy a globális populáció száma jelentős mértékben csökkenjen, ezért a Természetvédelmi Világszövetség a fajt a nem veszélyeztetett állatfajok közé sorolja.

## Előfordulása

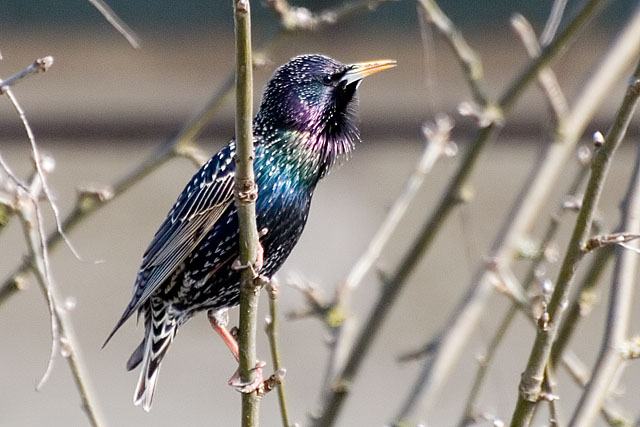
Egy felnőtt seregély

A seregélyek globális egyedszáma 2004-ben 310 millió példány volt, elterjedési területe 8 870 000 km2. Az északi féltekén széles körben elterjedt madárfaj, melynek természetes élőhelye Eurázsia és egész Európában elterjedt faj, valamint Észak-Afrikában (Marokkótól Egyiptomig) megtalálható, Indiában, melynek elsősorban az északi felén él, ám rendszeresen kiterjeszti élőhelyét a távolabbi déli részekre is és megjelent a Maldív-szigeteken is. Nepálban és a Közel-Keleten is megtalálható (például Szíriában, Irakban és Iránban, valamint Kína északnyugati részén.
Dél- és Nyugat-Európában és az északi szélesség 40. fokától délre eső területeken állandó lakosnak számít, míg a keményebb téli időjárással bíró vidékeken élő populációi vándormadárnak számítanak. Az Észak-Európában, Oroszországban és Ukrajnában élő madarak dél-délnyugatra vándorolnak télire. Ősszel, amikor a vándorló példányok megérkeznek Kelet-Európából, a nagy-britanniai állomány tagjai az Ibériai-félszigetre és Észak-Afrikába vándorolnak. A különböző élőhelyekről származó csoportok keresztezhetik egymás útját vándorlásuk során. A Merseyside-ban meggyűrűzött mintegy 15 000 egyed felbukkant Norvégiában, Svédországban, Finnországban, Oroszországban, Ukrajnában, Lengyelországban, Németországban és a Benelux államokban. A seregélyek nagyobb számban szórványosan megfigyelhetőek Japánban és Hongkong területén, de nem tisztázott, hogy honnan érkeztek ezen madarak. Észak-Amerikában szintén kialakult a seregélyeknél a vándorlás szokása, melynek során a telet Kanadában töltik. Az ország keleti részein élő egyedek délre vándorolnak, valamint azok, amelyek a távolabbi nyugati részeken élnek, azok az Egyesült Államok délnyugati részén fekvő államaiba vándorolnak.
A seregélyek előnyben részesítik a városi, városkörnyéki területeket, ahol a mesterséges építmények és az idősebb fák fészkelési, pihenési helyet biztosítanak számukra. A nádasokat szintén kedvelik a seregélyek, mint alvóhelyet és a madarak általában füves területeken, farmokon, legelőkön, sportpályákon, golfpályákon és reptereken táplálkoznak, ahol a rövidre vágott, vagy legelt fű megkönnyíti számukra a táplálékszerzést. Esetenként ritkás erdőkben, bozótosokban is megtelepednek, mint amilyen a fenyér. A sűrű, nedves esőerdőkben a seregélyek csak ritkán vernek tanyát, viszont megtalálhatóak a parti területeken, ahol a tengerparti sziklákon költenek és a hínár közt kutatnak táplálék után. A seregélyek azon képessége, hogy számos, egymástól akár jelentősen eltérő élőhelyhez is képesek alkalmazkodni, segítette elő, hogy ilyen széles körben elterjedtek és a tengerpartoktól kezdve egészen a hegyvidéki erdőségekig szinte mindenütt megtalálhatóak a 2000 méteres tengerszint feletti magasságig bezárólag.

### Behurcolt populációk

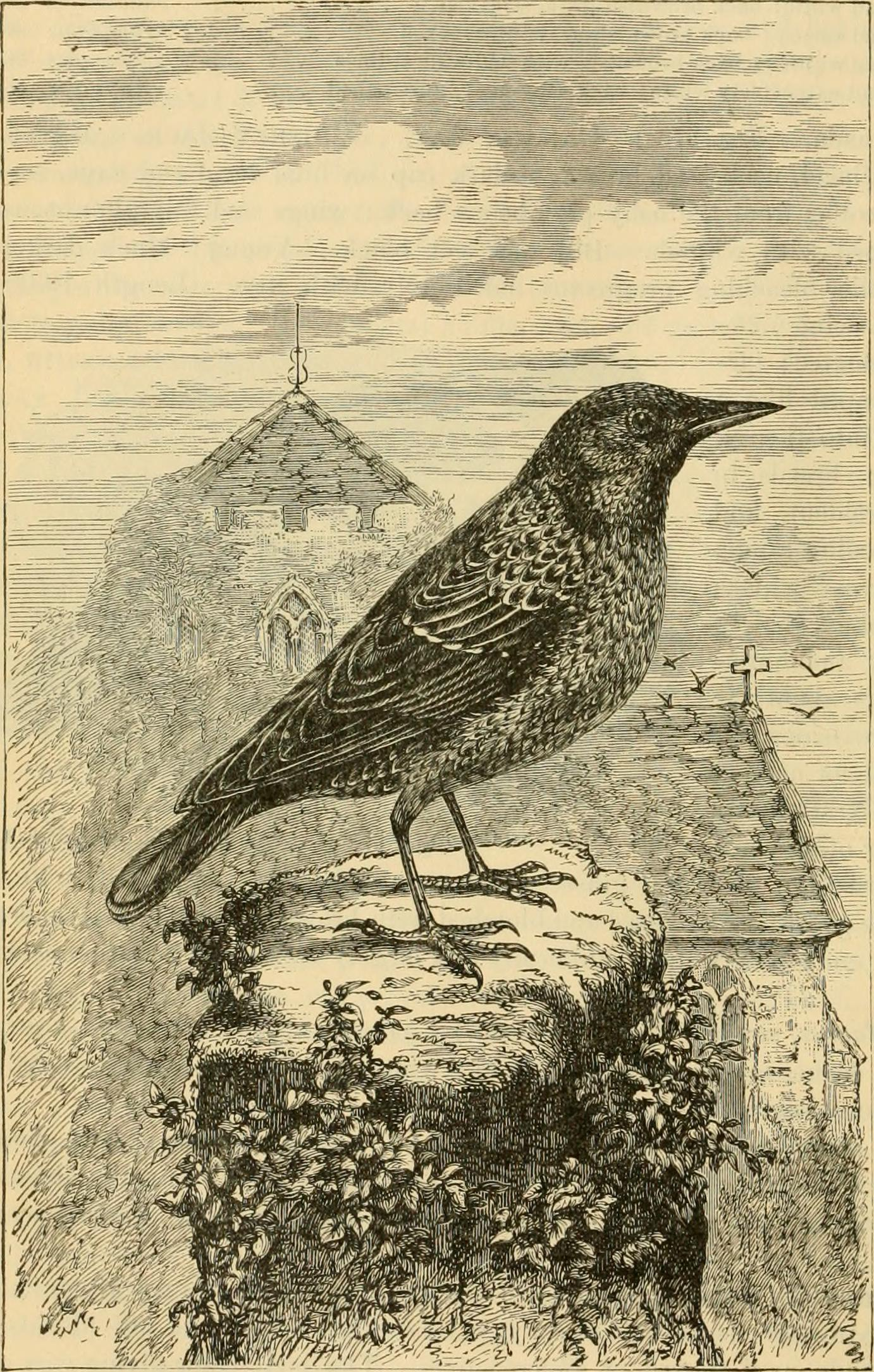
Az Észak-Amerikában megtalálható madárfajokról szóló kötetben így ábrázolták e madárfajt

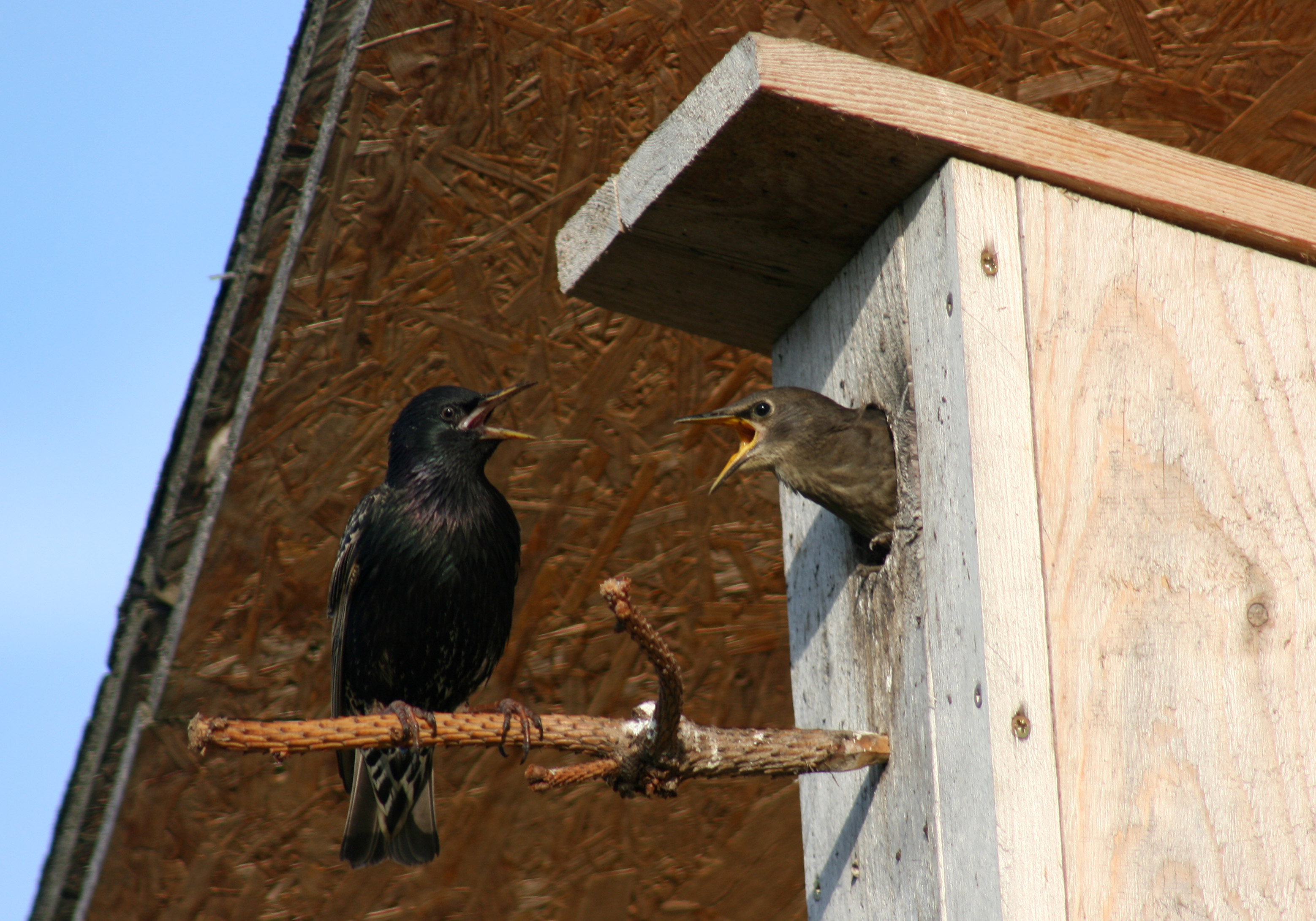
Egy hím és egy tojó a fészkelőhelyük bejáratánál

A seregélyeket behurcolták a világ számos pontjára, mely populációk többnyire sikerrel alkalmazkodtak új környezetükhöz. Többek közt Új-Zéland, Ausztrália, a Dél-afrikai Köztársaság, Észak-Amerika, a Fidzsi-szigetek, valamint számos karib-tengeri sziget területére telepítették be sikerrel e madárfajt. Ennek eredményeképpen a seregélyek képesek lettek elvándorolni Thaiföld, Pápua Új-Guinea és Délkelet-Ázsia számos pontjára.
1949 novemberében Dél-Amerikába szállítottak öt példányt és elengedték őket szabadon a Maracaibo-tó környékén, Venezuelában, ám ezek később eltűntek. 1987-ben megfigyeltek egy kisebb csoportot, amelyek Buenos Aires város parkjaiban költöttek. Ezután, annak ellenére, hogy a kezdetekben még a populáció felszámolására tettek lépéseket, e madárfaj évente átlagosan 7,5 kilométerrel terjesztette ki költőhelyét, mely mindvégig az Atlanti-óceán partvidékének 30 kilométeres körzetén belül maradt. Argentínában a seregélyek számos ember alkotta és természetes fészkelőhelyet találtak maguknak, többek közt harkályfélék odúit.
Ausztráliába azért telepítették be a seregélyeket, hogy azok segítsenek a helyi gazdáknak a kártevő rovarok gyérítésével. Az első telepesek úgy tartották, hogy a seregélyek fontos szerepet játszanak a házi len beporzásában, mely a legfőbb mezőgazdasági termék volt akkoriban. Fészkelő dobozokat helyeztek ki a farmokon és a termőterületek mellett az újonnan betelepített madarak számára. A seregélyeket Melbourne városába 1857-ben telepítették be, míg Sydney-be két évtizeddel később. Az 1880-as évekre a seregélyek jelen voltak az ország délkeleti részein. Az 1920-as évekre a seregélyek széles körben elterjedtté váltak Victoria, Queensland és Új-Dél-Wales államokban, ám később kártevőnek nyilvánították. Seregélyeket először 1917-ben figyeltek meg Nyugat-Ausztrália területén, Albanyben, nagy mértékben sikerült megelőzni, hogy elterjedjenek az állam területén. A kiterjedt, száraz Nullarbor-síkság természetes határvonalat képez, mely megállítja a seregélyeket és a felmérések alapján három évtized alatt mintegy 55 000 madár pusztulását okozták a rideg körülmények. A seregélyek meghódították még a Lord Howe-szigetcsoportot és a Norfolk-szigetet.
Új-Zéland első telepesei megritkították a bozótot a haszonnövények számára, melyeket hernyók seregei és egyéb rovarok kezdték el pusztítani saját korábbi élelemforrásaik helyett. Az őshonos madárfajok nem voltak hozzászokva ahhoz, hogy az ember közelében éljenek, ezért a seregélyt telepítették be, hogy megfékezzék a kártevőket. Először 1862-ben a Nelson Acclimatisation Society hurcolta be a seregélyeket, melyeket további idegen állatfajok követtek. A madarak hamarosan megtelepedtek és napjainkban már az egész ország területén megtalálhatóak, beleértve a szubtrópusi éghajlatú Kermadec-szigeteket északon és az ugyanolyan távolságban lévő Macquarie-szigetet délen.
Észak-Amerikában két sikertelen betelepítési kísérletet követően 1890-ben körülbelül 60 darab seregélyt engedtek szabadon a New York-i Central Parkban. Eugene Schieffelin, az American Acclimatization Society elnöke jóvoltából, akik megpróbáltak minden olyan fajt betelepíteni Észak-Amerikába, melyeket William Shakespeare említett műveiben. Közel azonos időben ezzel a portlandi Portland Song Bird Club szabadon engedett 35 pár seregélyt Portlandben. E madarak megtelepedtek, ám 1902-ben nyomuk veszett. A seregélyek az amerikai kontinens északnyugati vidékén az 1940-es évek közepén bukkantak fel ismét és e madarak feltehetően az 1890-ben a Central Parkba betelepített madarak leszármazottai voltak. Az eredetileg 60 madarat számláló állomány később 150 milliósra duzzadt és elterjedési területe Kanada déli részétől Alaszkáig, valamint Közép-Amerikáig terjedt ki.
Polinéziában a seregélyek 1925-ben jelentek meg a Fidzsi-szigeteken a Lau-szigetekhez tartozó Vatoa szigetén. Feltehetően Új-Zélandról elvándorolt madarak voltak, melyek Raoul-szigetén és az Új-Zéland és Fidzsi közt egyenlő távolságra fekvő Kermadec-szigeteken keresztül jutottak el idáig, ahol korábban nem voltak jelen. A seregélyek terjedése Fidzsin korlátozott volt és kétségek merültek fel a populáció életképességét illetően. Tonga nagyjából ugyanekkor népesült be seregélyekkel és a csoport innentől kezdve lassan terjeszkedett észak felé.
A Dél-afrikai Köztársaságba 1897-ben telepítették be Cecil Rhodes kezdeményezésére. A seregélyek csak lassan kezdtek el elterjedni és 1954-re érték el Clanwilliam és Port Elizabeth városok térségét. A 21. század elején a Cape régió déli részein általánosan elterjedt madárfaj, és lassanként észak felé terjeszti ki elterjedési területét a johannesburgi terület irányában. Jelen van a Western Cape tartományban, az Eastern Cape tartományban, valamint a Free State tartományban és Lesotho mélyföldjén, valamint időnként felbukkan a KwaZulu-Natal tartományban, Gauteng tartományban és a namíbiai Oranjemund város környékén. A dél-afrikai populációk állandó lakosok, nem vándorolnak és jelentős mértékben alkalmazkodtak az emberek közelségéhez, élőhelyeihez és legelőihez. Kedveli az öntözött területeket és teljes mértékben hiányzik azon vidékekről, melyeket a nap heve teljesen feléget és emiatt nem tud rovarok után kutatni a föld felszínének közelében. Bizonyos helyeken az őshonos madárfajok versenytársa, és azok számára hátrányt jelent természetes élőhelyeik csökkenése. Dél-Afrikában a seregélyek szeptembertől decemberig költenek és a költési szezonon kívül nagy csapatokba verődik és gyakran nádasokban töltik az éjszakát. A seregély a legelterjedtebb madárfaj a térség városi és mezőgazdasági területein egyaránt.
Jamaicára 1903-ban telepítették be a seregélyt, míg Kuba és a Bahamák az Egyesült Államokból, természetes úton népesült be. E madárfaj elég elterjedt Jamaicán, Grand Bahamán és Biminin, ugyanakkor ritkának számít a Bahama-szigetek többi tagján és Kuba keleti részén, a Kajmán-szigeteken, Puerto Ricóban és Saint Croix szigetén.

### Kárpát-medencei előfordulása
Magyarországon rendszeresen fészkel. Februártól novemberig tartózkodik hazánkban, néha áttelel.

## Rendszertana

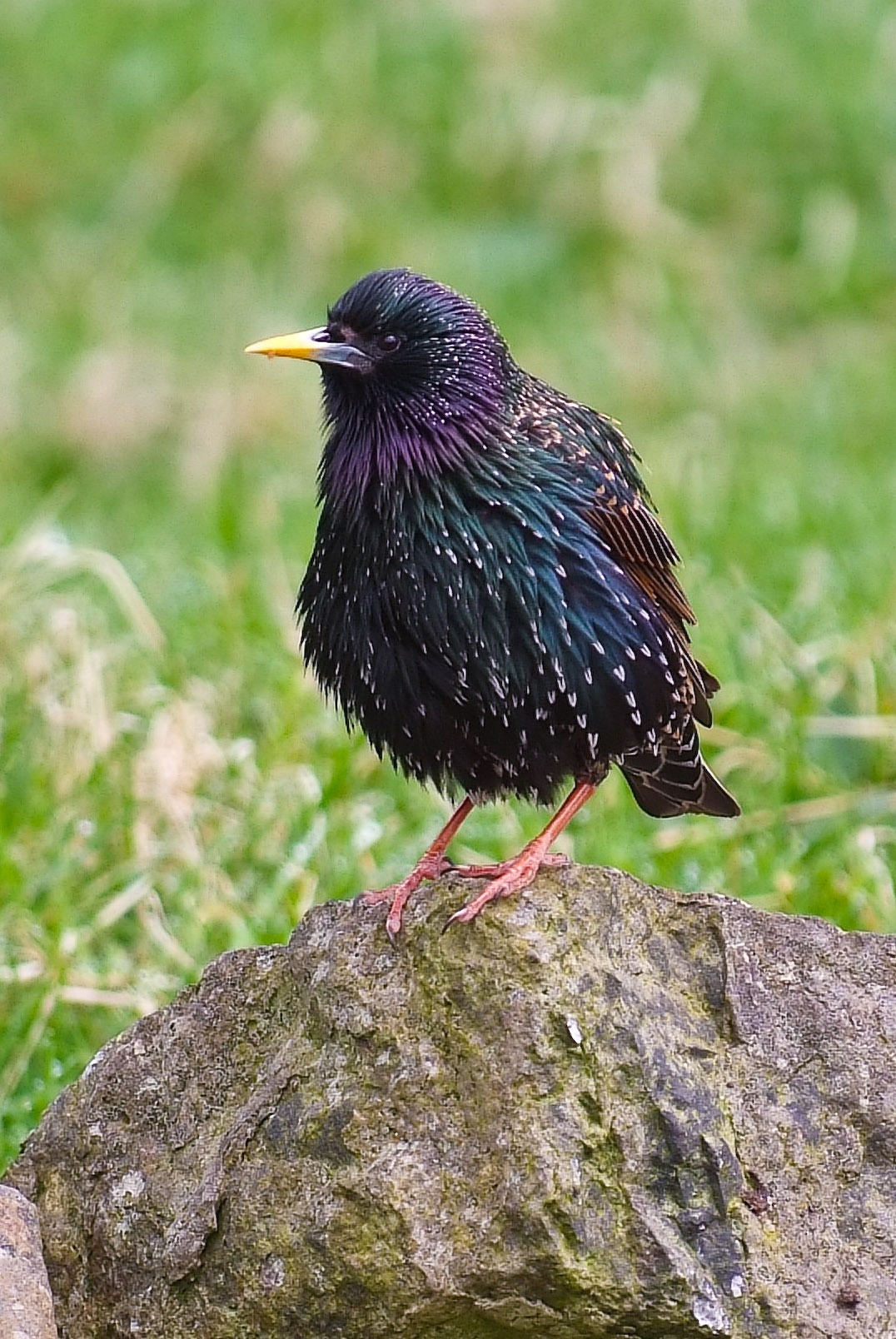
Sturnus vulgaris faroensis

A seregélyt először Carl von Linné 1758-as Systema Naturae című művében írta le jelenlegi tudományos neve alatt. Mind a Sturnus, mind pedig a vulgaris a latinból ered, melyek közül előbbi a seregély, utóbbi a közönséges jelentéssel bír.
A seregélyfélék Sturnidae családja az egész Óvilágban különvált a máshová behurcolt madaraktól és legnagyobb állományaik Délkelet-Ázsiában és Afrikában a Szaharától délre fekvő területeken alakult ki. A Sturnus nemzetség több elődre vezethető vissza, úgy nevezett Polifiletikus csoportot alkot és a rokoni ágak e csoport tagjai között még nincsenek teljes körűen feltárva. A seregély legközelebbi rokona az egyszínű seregély (Sturnus unicolor). A nem vándorló egyszínű seregély lehet, hogy az ősi S. vulgaristól származik, amely az utolsó jégkorszak idején az Ibériai-félszigeten talált menedékre a hideg éghajlat elől és a mitokondriális gének tanulmányozása azt feltételezik, hogy figyelembe kell venni, mint a Sturnus vulgaris egyik alfaját. Több genetikai variáció létezik a különböző seregélyállományok között, mint a közönséges seregély és az egyszínű seregély között. Habár a seregélyek a pleisztocén időszak középső idejéből származnak, a Sturnidae családon belül fennálló rokoni kapcsolatok problémájára részben magyarázatot ad a feltárt fosszilis maradványok csekély mennyisége.

### Alfajai
A seregélyeknek számos alfaja létezik, melyek színben, árnyalatban és a felnőtt példányok tollazatában térnek el egymástól. Elsősorban területi alapon és külső jegyeikben térnek el egymástól a különböző alfajok.
| Alfajok             | Leírása        | Elterjedése | Megjegyzések |
| ------------------- | -------------- | --- | --- |
| S. v. vulgaris      | Linnaeus, 1758 | Európa nagy részén elterjedt, kivéve a távoli északnyugati és a távoli délkeleti részeket, valamint a távoli északnyugatot és a távoli délkeletet, beleértve Izlandot és a Kanári-szigeteket is. | A névadó alfaj. |
| S. v. faroensis     | Feilden, 1872  | Feröer-szigetek | Picit nagyobb, mint a névadó alfaj, különösen a csőre és a lábak. A felnőtt egyedek sötétebb és halványabb zöldes fényű tollazatúak és jóval kevesebb pöttyözés van rajtuk még frissen vedlett tollazatnál is. A fiatalok koromfeketék, fehéres állal és beggyel, torkuk feketén pöttyözött.                                                |
| S. v. zetlandicus   | Hartert, 1918. | Shetland-szigetek | Akárcsak a faroensis alfaj, de méretben ez előbbi és a vulgaris alfaj közt áll. Azon madarak melyek a Fair-sziget, Saint Kilda és a Külső-Hebridák területén élnek, azok ezen alfaj és a névadó alfaj közt helyezkednek el és földrajzilag a vulgaris és a zetlandicus közt találhatóak meg.                                                |
| S. v. granti        | Hartert, 1903  | Azori-szigetek | A névadó alfajhoz hasonló, de kisebb, különösen a lábainak hossza. Gyakran igen fényes, lila tollazattal rendelkezik testének felső részein. |
| S. v. poltaratskyi  | (Finsch, 1878) | Baskíriától keletre, az Urál-hegységig és Közép-Szibériától a Bajkál-tóig és Nyugat-Mongólia területén élnek.                                                                                    | A névadó alfajhoz hasonló, de fején a tollazat fénye túlnyomórészt lila, hátán zöld, szárnyain és szárnyainak fedőtollain kékeszöld. Repülés közben feltűnő világos fahéjszínű, barnássárgás szárnyuk alsó része és törzsük; mely tollazat vedlés után közvetlenül halványabb lehet.                                                        |
| S. v. tauricus      | Buturlin, 1904 | A Krímtől a Dnyeper folyó keleti részén át, kelet felé a Fekete-tenger partvidéke mentén, egészen Anatólia nyugati részéig. A magasabb területeken helyét a purpurascens alfaj tagjai veszik át. | A névadó alfajhoz hasonló, de döntő részben hosszabb szárnyai vannak. Tollazata zölden fénylik fején, testén bronz-lila árnyalatú, szárnyai és azok fedőtollai zöldes-bronz árnyalatúak. Szárnyának alsó része halványabb rojtokkal díszített a fedőtollakon. Párzási időszakban közel folt nélküli a tollazata.                            |
| S. v. purpurascens  | Gould, 1868    | Törökország keleti részétől Tbiliszin és a Szeván-tón keresztül, a Fekete-tenger keleti részének magasabb vidékeiig, ahol átveszi a tauricus alfaj helyét.                                       | A névadó alfajhoz hasonló, de szárnyai hosszabbak és zöldes fényű tollazatú részei füle körül, nyakán és mellkasának felső részén jelennek meg. Lilás fényű tollai csak a szárnyainak felső fedőtollain és farkán jelennek meg, ahol inkább bronzos beütésű árnyalat az uralkodó. Szárnyának alsó része sötét, fehér rojtokkal szegélyezve. |
| S. v. caucasicus    | Lorenz, 1887   | A Volga deltatorkolatától kezdve a Kaukázus keleti részéig és a környező területeken. | Fején és hátán zöldes fényű tollazata van, nyakán és begyén lilás fényű tollai, mely kékesebb árnyalatú szárnyainak felső fedőtollain. Szárnyának alsó része ugyanolyan, mint a purpurascens alfajnál. |
| S. v. porphyronotus | (Sharpe, 1888) | Közép-Ázsia nyugati részén áthúzódik a poltaratskyi alfaj életterére Dzsungária Alatau-hegységben és az Altaj-hegység között.                                                                    | Nagyon hasonló a tauricus alfajhoz, de kisebb és teljesen földrajzilag teljesen önálló elterjedési területen él, mely elkülönül a purpurascens, caucasicus és a nobilior alfajoktól. |
| S. v. nobilior      | (Hume, 1879)   | Afganisztán, Délkelet-Türkmenisztán és a szomszédos Üzbegisztántól Kelet-Iránig. | Akárcsak a purpurascens alfaj, de kisebb és rövidebbek a szárnyaibut, fülénél a tollazat lilás fényű, testének alsó fele és szárnyainak felső részei vöröses fényűek. |
| S. v. humii         | (Brooks, 1876) | Kasmírtól Nepálig | Kicsi, lilás fényű tollazata van a nyaki részeken és időnként a szárnyakon, egészen a farokfedő tollakig, másutt zöldes fényű a tollazata. E madarat gyakran indicus névvel illetik, melyet Brian Houghton Hodgson kölcsönzött neki. |
| S. v. minor         | (Hume, 1873)   | Pakisztán | Kicsi, zöldes fényű fejének és begyének alsó része, valamint háti tollazata, másutt lilás fényű. |

- Sturnus vulgaris nobilior – a Kaszpi-tengertől keletre Afganisztánig; feje teteje bíborfényű
- Sturnus vulgaris porphyronotus – Közép-Ázsia hegyvidékei a Pamírig; zöldesfényű feje van
- Sturnus vulgaris minor – Északnyugat-India; jóval kisebb, mint a többi alfaj
- Sturnus vulgaris oppenheimi

Számos alfaját nevezték meg az évek alatt, ám ezek közt jó néhány ma már nem számít önálló alfajnak. A legtöbb korábban létezett alfajt beolvasztották a ma létező alfajok közé, mivel azonos, vagy közel azonos elterjedési területen éltek. Ezek közt van a nyugat-oroszországi S. v. ruthenus Menzbier, 1891 és a S. v. jitkowi (Buturlin), 1904, melyek a vulgaris és a poltaratskyi alfajok közt lettek elosztva. A Balkántól Közép-Ukrajnáig élő S. v. graecus (Tschusi), 1905, és az S. v. balcanicus (Buturlin és Harms), 1909 alfajok szintén a vulgaris alfajba olvadtak be, valamint a tauricus alfajba kerültek, míg az Észak-Iránban élő S. v. heinrichi (Stresemann), 1928, a caucasicus és a nobilior alfajok közt lett felosztva. A dél-iráni S. v. persepolis (Ticehurst), 1928, nagyon hasonló a S. v. vulgaris alfajhoz és nem tisztázott, hogy önálló alfajnak számít-e, vagy csak Dél-Európából vándorolt el.

## Megjelenése

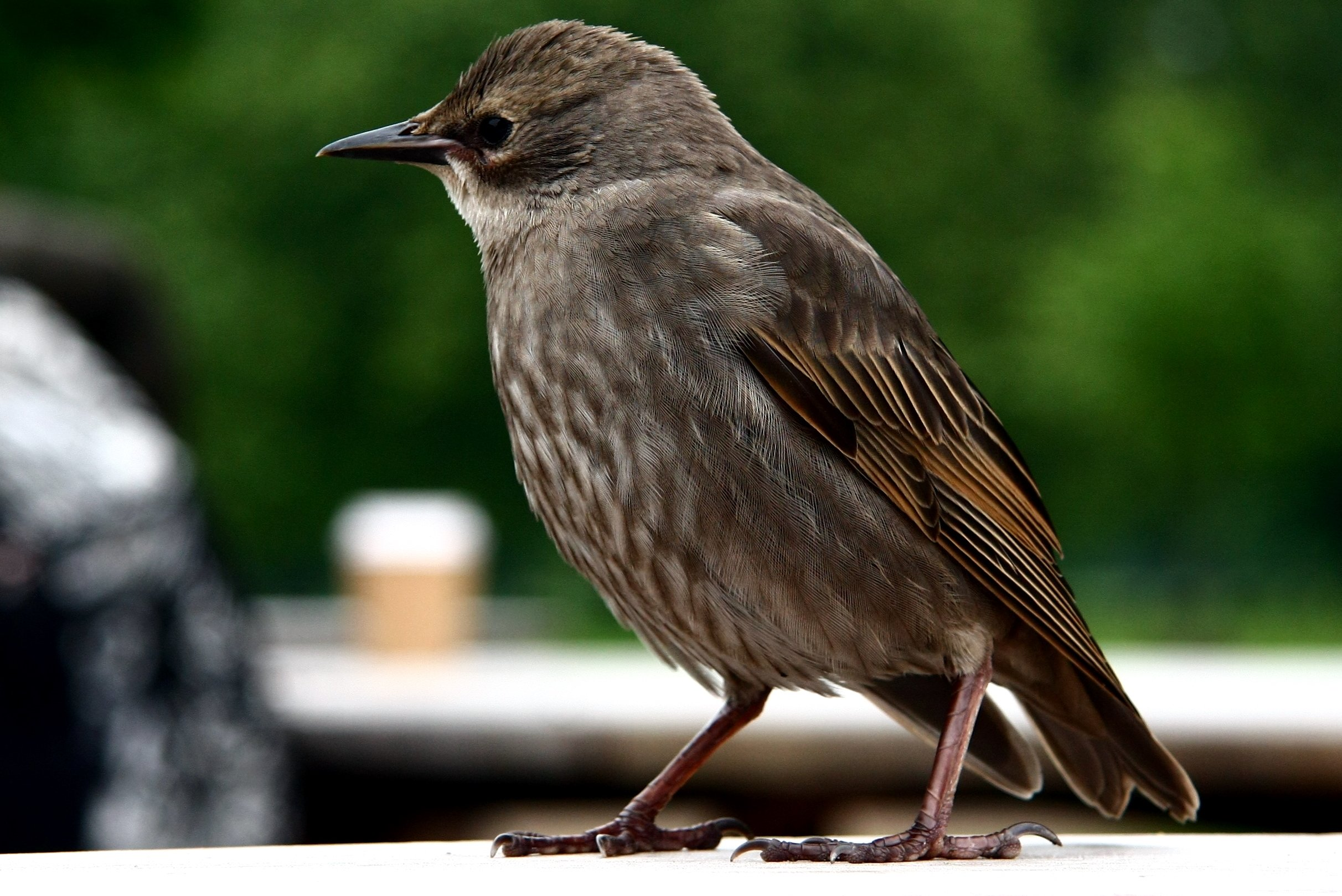
Egy fiatal egyed Londonban a Kensington Gardensnél

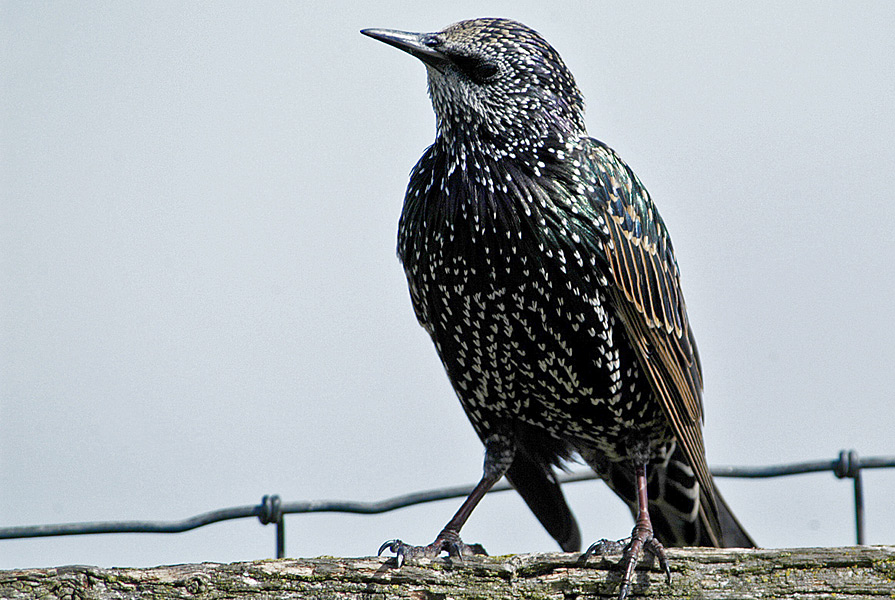
Egy seregély az angliai Stonehenge közelében

A seregély testhossza 19–23 cm, szárnyfesztávolsága 31–44 cm, testsúlya 58–101 gramm. Szárnyhúrja 11,8–13,8 cm közt változik, farka 5,8–6,8 cm, csőre 2,5–3,2 cm és lábai 2,7–3,2 cm hosszúak. Tollazata fényes, fekete, ám színváltós, fénye zöldes, lilás lehet, melyben telente fehér pöttyök jelenhetnek meg. A kifejlett hím seregélyek alsó testtája kevésbé pettyezett, mint a nőstényeknek az év ugyanazon időszakában. A hímek nyaki tollazata hosszú és laza, melyet bemutatóikon szoktak használni, míg a nőstényeké rövidebb és jóval pöttyösebb. Lábai tömzsik, vaskosak és rózsaszínes, szürkés vöröses színezetűek. Csőre keskeny és kúp alakú, melynek hegyes csúcsa van, mely telente barnásfekete, de nyáron a tojók csőre citromsárgára színeződik, míg a hímeknek citromsárgás színű csőrük, kékes alappal rendelkezik. A vedlés csak évente egyszer fordul elő e madaraknál, nyár végén, miután a költési időszak befejeződött. Az új tollazat döntő részben fehér hegyű, a mellkasi tollazatnál, vagy barnássárga a szárnyakon és a háton, amely e madaraknak foltos, pöttyös kinézetet ad. A költési időszak elején a pöttyöket alkotó fehér részek lenőnek. A fiatal egyedek szürkésbarnák és első telüktől kezdve kezdenek el hasonlóvá válni a felnőttekhez, ám fiatalkori barnás színezetű tollazatukat megtartják, különösen a fejükön. A nemek megkülönböztetésére gyakran az egyedek íriszének színét nézik meg, mivel a hímek írisze mély barna színű, mely egérbarna, vagy szürke a tojóknál. Az íriszek színe alapján 97 százalékos pontossággal megbecsülhető az adott példány neme, mely az állat testhosszának ismeretével és nyaki tollazatának figyelembe vételével 98 százalékra nő. A seregélyfélék és verébfélék átlagos testméreteit tekintve a seregély közepes méretűnek nevezhető. Könnyedén megkülönböztethető más seregélyféléktől, habár az egyszínű seregély nagyon hasonló kinézetű, ám hiányoznak róla a seregélyekre jellemző pöttyök a felnőtt egyedek költési időszakban fellelhető tollazatából.
Akárcsak más seregélyfélék, a seregélyek is a földön lépkedve, sétálva közlekednek inkább, mintsem ugrálva. Röptük erőteljes és közvetlen, háromszögletű szárnyaikkal gyorsan verdesnek és bizonyos időközönként vitorlázva siklanak a levegőben rövidebb szakaszokat megtéve így, mely során nem ereszkednek sokkal alacsonyabbra, mielőtt ismét elkezdenének csapdosni a szárnyaikkal. Mikor csapatokba verődnek, a madarak csaknem egyidejűleg szállnak fel és fordulnak, váltanak irányt egyszerre, melyek együttesen egy összefüggő tömeget alkotnak, majd keskeny sávvá alakítják a formációt, hogy együtt ismét összegyűlve újra egy dinamikusan váltakozó, nagy, gömbölyded, amorf formát alkossanak, mely irányítottan repül. Vándorlás közben a seregély 60–80 km/h sebességgel is haladhat és 1000-1500 kilométeres utat is megtehet.
A kontinensen élő néhány seregélyfajnál megfigyelhető, hogy koponyájuk és izmaik alkalmazkodtak a próbálgatásos, kereséses táplálkozáshoz. Ezen anatómiai elváltozások a leginkább a közönséges seregélyeknél fejlődtek ki, az egyszínű seregély (Sturnus unicolor) és a szürke seregély (Sturnus cineraceus) mellett, melyeknél az állkapocs mozgatásáért felelős izom megnagyobbodott és a koponya elkeskenyedett, amely a szemek számára biztosítja, hogy tudjanak előre nézni, mely a csőr hosszával van összefüggésben. A próbálgatásos táplálkozási technika abból áll, hogy a csőrt beillesztik a földbe, majd kinyitják, hogy ezáltal tárják fel a föld által takart élelmet. A seregélyekre jellemző fizikai tulajdonságok alkalmassá teszik rá, hogy ezzel a módszerrel táplálkozzon, amelynek segítségével kétségkívül könnyebben terjedtek el a világ számos térségében.
Az Ibériai-félszigeten, a Földközi-tenger nyugati részén, valamint Észak-Afrikában a közönséges seregélyt össze lehet téveszteni az egyszínű seregéllyel, mely utóbbinak jóval egyszínűbb tollazata van. Közelebbről megvizsgálva feltűnik, hogy ez utóbbinak hosszabb nyaki tollazata van, mely igazán jól láthatóvá akkor válik, amikor énekel.

## Életmódja
Főként rovarokat és bogyókat eszik. Nagy tömegekben komoly károkat okoz a mezőgazdaságnak. Főleg kora ősszel, elsősorban a szőlősgazdák szempontjából káros; egy-egy kisebb szőlőültetvény termését már egyetlen népesebb csapat is rövid idő alatt teljesen letarolhatja.
Védekezni ellene hagyományos módon, az ültetvények őrzésével, a madarak folyamatos ijesztgetésével lehet (ez azonban állandó odafigyelést kíván, mert a seregély intelligens madár, és hamar kifigyeli, ha az őrző személy nincs a helyén, vagy munkája nem elég hatékony), illetve érés idején a szőlősorok védőhálóval való letakarásával.
A seregély kifejezetten társaságkedvelő madárfaj, különösképpen ősszel és télen. Bár a rajok mérete jelentős eltéréseket mutat, a nagyobb, zajosabb madárrajokat egymáshoz közeli alvóhelyeken pihenő madarak alkotják. E madarak ekkora mértékű sűrűségéről úgy tartják, hogy segíti a seregélyeket megvédeni a ragadozó madarak támadásaitól, például a vándorsólyomtól és a karvalytól. A nagyobb területekről származó csapatok melyek különböző alakzatokat vesznek fel, gyakorta változik, gyakran formálódik alakjuk, látszólag vezér madár nélkül. Minden egyes seregély irányát és sebességét a szomszédainak irányának és sebességének változása alapján módosítja. A legnagyobb alvóközösségek kivételes esetben meghaladhatják a másfél millió egyedet is, melyek főleg városközpontokban, erdőségekben és nádasokban verődnek össze komoly problémát okozhatnak elpotyogtatott ürülékükkel. Kis mértékben e madarak ürüléke tápanyagokat juttat vissza a talajba, ám magas koncentrációban, mely nagyobb egyedszámmal bíró csapatoknál fordul elő, ott károsíthatja a növényzetet és szennyezheti a talajt. Emiatt az erdészek megpróbálják elterelni az alvóközösségeket más területekre. Bizonyos helyeken az ürülék akár több, mint harminc centiméteres vastagságú réteget is alkothat. 
A nagyobb milliós csapatok főleg naplemente előtt, főleg tavasszal alakulnak ki Jyllandon, Dániában Tønder és Esbjerg város környéki mocsarak felől, a tenger felé haladva. Márciusban gyűlnek össze, míg az észak-skandináviai el nem hagyják e területeket április közepén, hogy visszatérjenek fészkelőhelyeikre. Csapatokba verődésüket, miközben különböző formákat hoznak létre az égbolton, Dániában Sort sol, azaz fekete nap néven nevezik. A csapatok öt madár egybeverődésétől kezdve, egészen az ötvenezer egyed alkotta csapatokig formálódnak Nagy-Britanniában, kizárólag telente, naplemente előtt.

### Hangja
A seregély zajos madárfaj. Dala dallamos és mechanikus-hangzású zajokból tevődik össze, melyek rituális sorrendben követik egymást. A hím énekel a legtöbbet és énekük akár több mint egy percig is tarthat. Mindegyik ilyen ének négy daltípusból áll össze, melyek meghatározott sorrendben, szünet nélkül követik egymást. Az ének egy halk, finom hangzású fütyüléssel kezdődik, melyet az ének fő része követ számos változatos sorrendben, ami gyakran magába foglal olyan foszlányokat, amelyeket más állatfajoktól vett át, valamint olyanokat is, melyeket gyakran hallott emberi tevékenységek zajából vett át. A szerkezet és azon elemek egyszerű mivolta, melyeket átvett máshonnan sokkal fontosabb, mint a frekvencia, amelyen az ének megvalósul. Minden egyes ének számos alkalommal ismétlődik, mielőtt a madár rátérne egy másik énekre. Ezután a változatos rész után következik számos típusú csettegés, melyet az ének egyre jobban kiteljesedő végső, nagy frekvenciájú záróakkordja követ, melyet számos változatban megismétel a madár. Minden madárnak megvan a maga repertoárja, míg a legtehetségesebb egyedek akár 35 dalt is elő tudnak adni és 14 féle csettegést tudnak produkálni.
A hímek folyamatosan énekelnek a költési időszak kezdetének közeledésével és amint párt találtak maguknak, akkor onnantól kezdve jóval kevesebb előadást tartanak. A tojó jelenlétében a hímek időnként a fészkükhöz szállnak és annak bejáratából énekelnek, azért, hogy így csábítsák közelebb a nőstényt. Minél idősebb egy seregély, annál szélesebb skálán mozog repertoárja. Azon egyedek, amelyek hosszabb ideje udvarolnak, azok jóval hamarabb találnak párt és nagyobb a szaporodási esélyük is. A nőstények jobban kedvelik azokat a hímeket, amelyeknek bonyolultabb éneke van, talán azért, mert ezáltal nagyobb tapasztalatot, vagy idősebb kort feltételeznek. A bonyolultabb énekek előadása a terület védelménél is e madarak hasznára válik és visszatartja a kevésbé tapasztalt példányokat a betolakodástól.
Az éneklés a párzási szezonon kívül is megmarad akár egész évben is, a vedlési időszakot leszámítva. Az énekesek túlnyomórészt hím egyedek, ám alkalmanként a tojók is hallatják hangjukat. A költési időszakon kívüli éneklés okát és értelmét egyelőre még nem igazán sikerült megfejteni. Tizenegy másik típusú hívójelt is ismerünk, például a csapat hívójelét, a vészjelzést, a támadásra való felhívást, az acsarkodás hangjelzését és a párzás hívójelét. A vészjelzés egy érdes kiáltás és, amikor együtt táplálkoznak a seregélyek, akkor folyton csipkelődnek egymással. Cseverésznek egymással a fürdőhelyen és az alvóhelyen, amely jelentős zajnak teszi ki a környéken élőket, ami zavarhatja a közelben lakó embereket. Amikor egy csapat seregély együtt repül, akkor a madarak összhangban mozduló szárnyainak mozgása által kiváltott súrlódás szerű hang akár több száz méterre is elhallatszik.

### Táplálkozása

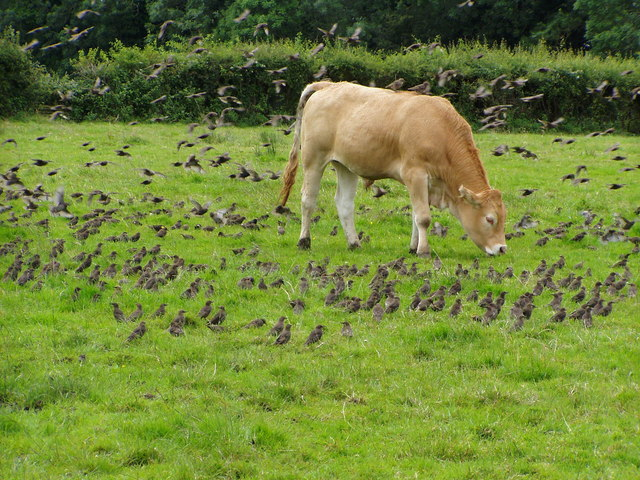
Gyakran legelésző állatok közelében, vagy azok hátán kutatnak élelem után

A seregély túlnyomórészt rovarokat fogyaszt, melyek egy része kártevő, ám étlapján szerepelnek hasznos ízeltlábúak is. Táplálékát pókok, lószúnyogok, molylepkék, kérészek, szitakötők, szöcskék, fülbemászók, recésszárnyú fátyolkák, tegzesek, legyek, bogarak, növényevő darazsak, méhek, darazsak és hangyák alkotják. Mind a kifejlett példányokat, mind pedig a lárvákat szívesen fogyasztják, valamint a seregélyek fogyasztanak még gilisztaféléket, csigákat, kétéltűeket és hüllőket. Míg a rovarok fogyasztása a költés sikerében segít a seregélyek számára, addig mindenevő mivoltuk miatt megdézsmálják a gabonákat, gyümölcsösöket, szőlőültetvényeket, valamint nektárt és maradék ételt is ehetnek, ha alkalmuk nyílik rá. A Sturnidae nemzetség tagjai eltérnek a többi madárfajtól abban, hogy nem tudják könnyedén lebontani azokat a táplálékokat, melyek szacharózt tartalmaznak, bár megbirkóznak bizonyos gyümölcsökkel, mint például szőlővel, cseresznyével. Az elszigetelt fekvésű Azori-szigeteken élő alfaja a rózsás csérek (Sterna dougallii) tojásait is elfogyasztja. A csér védelmében minden évben bizonyos intézkedéseket alkalmaznak a seregélyek számának csökkentésére, mielőtt a rózsás csérek visszatérnének fészkelőhelyeikre tavasszal.
A seregélyek számos módon juthatnak táplálékhoz, ám legtöbbször a talaj felszínén táplálkoznak, ahol rovarokat gyűjtenek a felszínről, vagy a talaj felső rétegéből. Általában a seregélyek előnyben részesítik a rövidre legelt, vágott füves területeket és gyakran előfordulnak legelésző állatok közelében, vagy azok hátán kapaszkodva, ahol a legelő állatok külső élősködőit fogyasztják. A nagyobb csapatok az úgy nevezett körforgásos táplálkozással esznek, amely során a csapat végén haladó egyedek egy idő után előreröpülnek és ők vezetik onnantól a csapatot, ahol a legtöbb, legjobb táplálékok is felbukkannak. Minél nagyobb a csapat létszáma, annál inkább követik egymást az egyedek táplálékkeresés közben. A rajok gyakran egy ideig egy helyben táplálkoznak, majd visszatérnek oda, ahol korábban már jóllaktak.
Három táplálkozási módszert figyelhetünk meg a seregélyeknél. A próbálgatás során a madarak csőrüket ismételten a földbe vájják, majd ott széttátják és megpróbálnak vele rovarokat elkapni. E viselkedést először Konrad Lorenz, osztrák zoológus írta le, aki a német zirkeln kifejezést adta ennek a módszernek. A fiatal egyedek számára időt vesz igénybe, mire elsajátítják ezt a technológiát és eleinte csak kevesebb rovart képesek így elfogni. Az úgy nevezett héjázás során a seregélyek a rovarokat a levegőben kapják el, míg az úgy nevezett kitörés során a madarak előre fele mozdulnak, hogy a rovarokat a földön elkapják. Megfigyelték, hogy a gilisztákat gyakran kihúzzák a talajból. Időnként a seregélyek nem jutnak elég élelemhez, mint például télen, amikor csak kevesebb ideig tudnak a nappali fényviszonyok mellett táplálkozni. Ezen időszakokra a madarak úgy készülnek fel, hogy zsírt raktároznak el a testükön.

## Szaporodása
Mesterséges fészekodvakkal kertekbe is betelepíthető, de inkább elhagyott harkályodúban, vagy löszfalak, esetleg épületek üregeiben fészkel. Fészekalja általában 5–7 tojásból áll, melyen 12–13 napig kotlik. A fiókák jellegzetes vérszívója a Carnus hemapterus nevű ektoparazita légy.

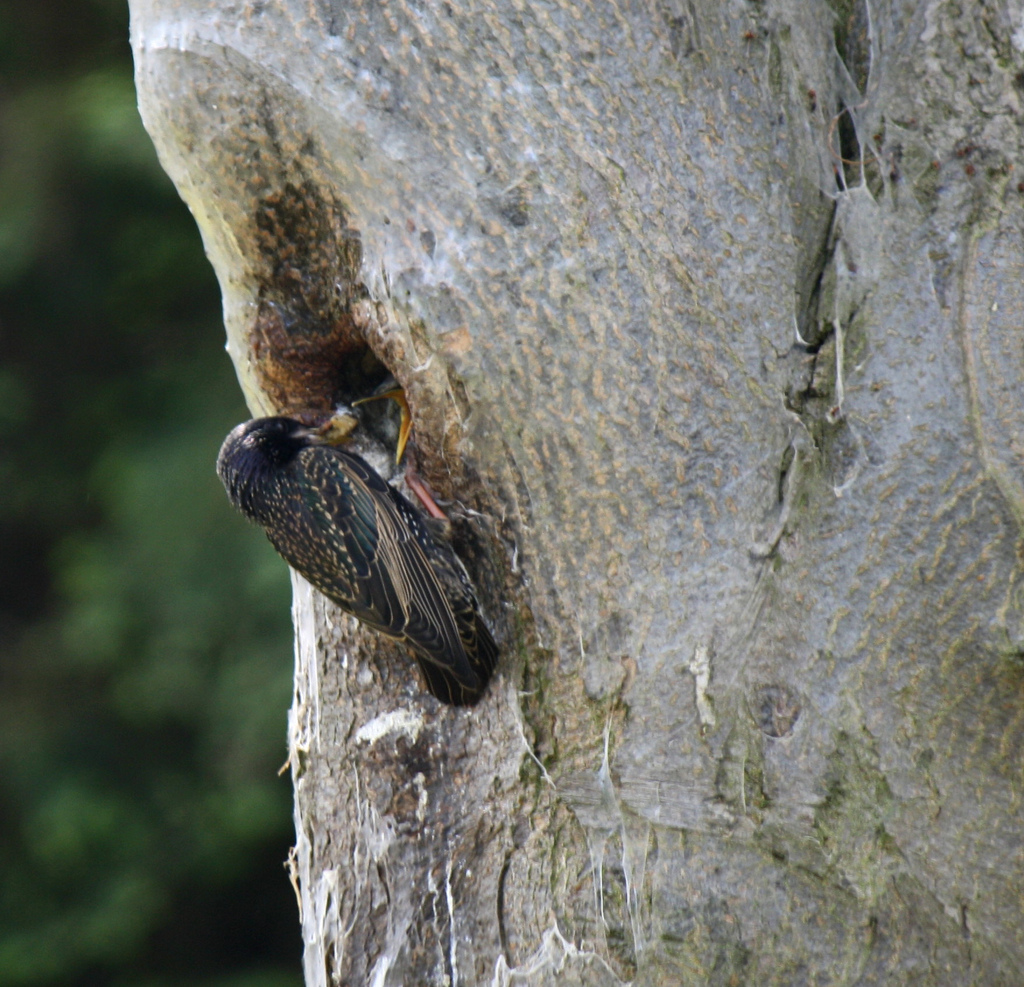
Gyakran fák odvaiban fészkelnek

A pár nélküli hímek keresnek egy fészeképítésre alkalmas üreget, ahol elkezdenek fészket építeni, hogy elcsábítsanak egy tojót. A fészket gyakran különböző díszekkel ékesítik, melyek lehetnek virágok, vagy zöld növényi részek, melyeket a tojó eltávolít, amennyiben elfogadja a hímet társául. A zöld anyagok mennyisége nem fontos tényező, ám a gyógynövények jelenléte és mennyisége a díszítőelemek közt jelentős tényezőként szerepel a tojó szimpátiájának elnyerése szempontjából. A gyógynövények illata, mint, amilyen a közönséges cickafark (Achillea millefolium) hatással van a nőstény szaglószervére és ezáltal annak elcsábításában is szerepet kap. 
A hímek a fészeképítés idejének jelentős részében énekelnek, különösen akkor, ha felbukkan egy nőstény egyed a fészek közelében. A párzást követően a hím és a tojó folytatják a fészek bővítését. A fészkek szinte bármilyen üregben, odúban helyet kaphatnak. Lehetnek fák odvaiban, épületek repedéseiben, fatönkökön, valamint emberek alkotta fészkelő dobozokban is. A S. v. zetlandicus alfaj előnyben részesíti fészeképítés céljából a sziklák repedéseit, üregeit, melyet a névadó faj csak ritkán választ. A fészkek általában szalmaszálakból, szénából, ágakból épülnek, melyek belsejét tollakkal, gyapjúval és puha levelekkel bélelik. Az építés általában négy-öt napot vesz igénybe és akár a költés idején is folytatódhat a fészek javítgatása.
A seregélyek lehetnek monogámok és poligámok is, habár a fészekaljakat általában egy tojó és egy hím neveli fel, esetenként azonban felbukkanhatnak segítőtársak is. A párok madárkolónia tagjai is lehetnek, amikor is több fészek helyezkedik el egymás szomszédságában ugyanazon, vagy a közelben lévő fákon. A hímek másik tojóval is párosodhatnak, miközben az első tojó már kotlik a fészekben. Az öröklődés sikere kisebb a második fészekalj esetében, mint az elsőben, ám a leginkább sikeres öröklődés azon esetekben fordul elő, amikor monogám kapcsolatban van a hím és a tojó.

### Költés

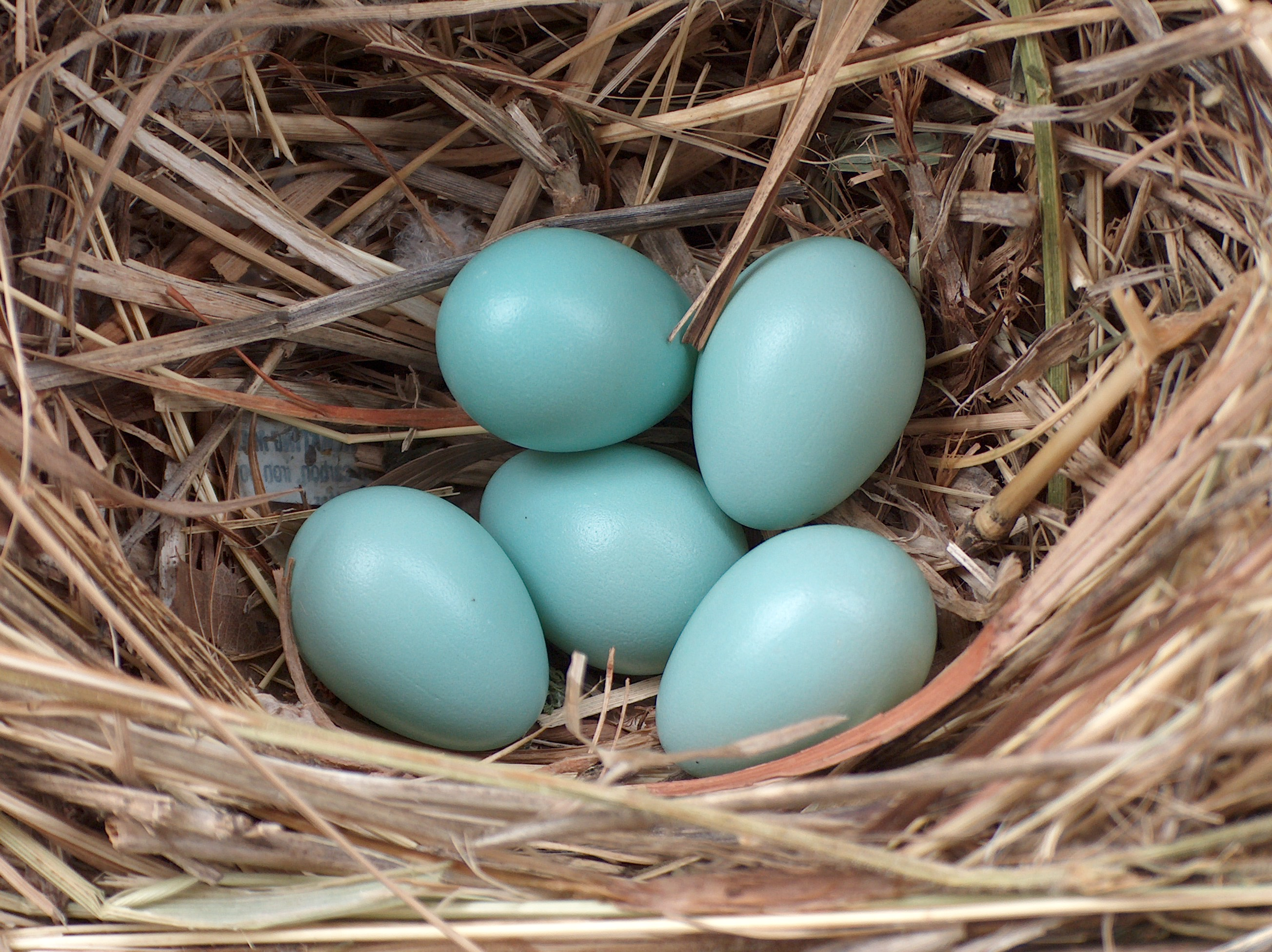
Fészke és tojásai

A költési időszak tavasszal és nyáron van. A párzást követően a tojó naponta egy-egy tojást tojik néhány napon keresztül. Ha ez alatt az időszak alatt elvész egy tojás, akkor a tojó tojik helyette egy másikat. Általában négy, vagy öt tojásból áll egy fészekalj. A tojások tojásdad alakúak és halványkék színűek, alkalmanként fehérek és általában fényes felületűek. A tojások színe feltehetően ahhoz alkalmazkodott, hogy rosszabb fényviszonyok között nehezebben lehessen azokat észrevenni. A tojások mérete 26,5–34,5 mm hosszú és 20,0–22,5 mm széles a legnagyobb átmérőnél mérve.
A tojások keltetése tizenhárom napot vesz igénybe és a legutoljára lerakott tojásból mintegy 24 órával később kel ki a fióka, mint a legelsőből. A kotlásból mindkét szülő kiveszi a részét, de a tojó több időt tölt el a tojásokat melengetve, mint a hím és a hímek éjszakára a közös alvófákra visszarepülnek, ezért éjjelente kizárólag a nőstény kotlik a tojásokon. A fiókák csupaszon és vakon kelnek ki. Hét nap alatt enyhén pelyhessé válnak, amely a kilencedik napon válik láthatóvá.  A szülők megtisztítják a fészket az ürüléktől. Ezt azért teszik, mert az ürülék benedvesítené a fiókák pelyheit és kihűléssel fenyegetné a kicsinyeket, csökkentve túlélési esélyeiket. Mikortól a fiókák már képesek szabályozni valamelyest testhőmérsékletüket, mintegy hat nappal a kikelést követően, a szülők abbahagyják a tisztogatást. A fiókák három hétig maradnak a fészekben, ahol mindkét szülő eteti őket. A szárnyaikat próbálgató fiatalokat, melyek még nem képesek repülni, további két hétig táplálják szüleik. Egy pár akár három fészekaljat is felnevelhet egyetlen költési szezon leforgása alatt, miközben ugyanazt a fészket használják fel ismételten, amit újra és újra kibélelnek minden újabb fészekalj számára. Általában két fészekaljat nevelnek fel évente, ám a 48. szélességi körtől északra csak egyetlen fészekaljat nevelnek fel. Két hónapon belül a fiókák megtollasodnak és elérik első alap tollazatukat. Felnőtt tollazatukat a következő egy év során nyerik el. Akárcsak a verébfélék közé tartozó többi madárfaj esetében, a seregélyek is tisztán tartják a fészkeiket és eltávolítják a fészekből a fiókák úgy nevezett fekáliás zsákját is.

## Élősködők és természetes ellenségei

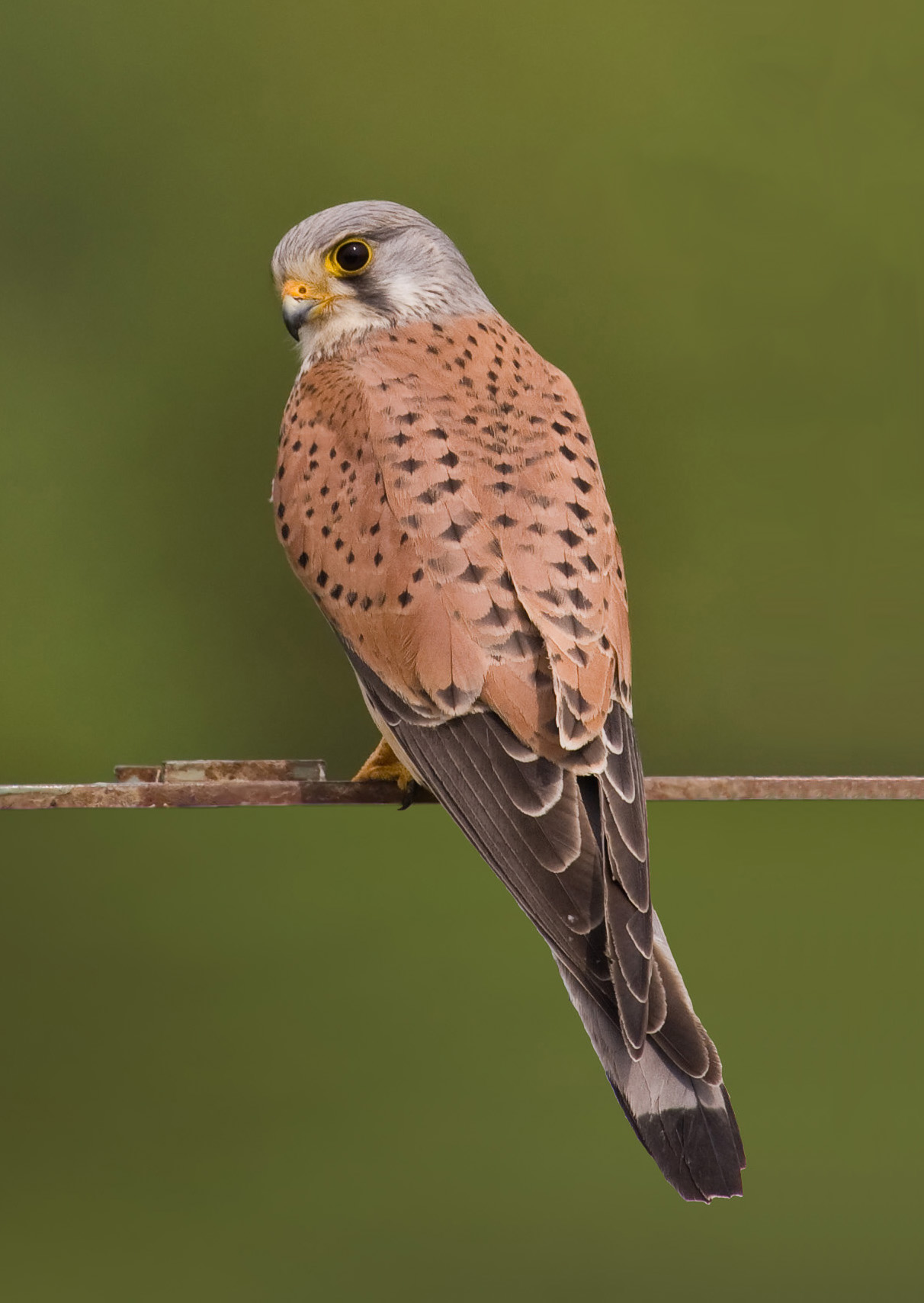
Egyik természetes ellensége a vörös vércse

A seregélyek legtöbb természetes ellensége a madarak közé tartozik. A seregélycsapatok jellemző reakciója ragadozómadarak felbukkanása esetén az, hogy a levegőbe emelkedik az egész csapat és gyors ütemben változtatják az alakzatokat. A csoportba verődött madarakat a ragadozók igen ritkán választják zsákmányul. A seregélyek kifejlett egyedeit főleg héják (Accipiter gentilis), karvalyok (Accipiter nisus) ejtik el, valamint sólyomfélék (Falconidae), mint például a vándorsólyom (Falco peregrinus), a kabasólyom (Falco subbuteo), valamint a vörös vércse (Falco tinnunculus). A kisebbeket, melyek jellemzően fiatal egyedek az olyan ragadozók, mint például a barna kánya (Milvus migrans), a vörös kánya (Milvus milvius) , a parlagi sas (Aquila heliaca), az egerészölyv (Buteo buteo) és a mocsári rétihéja (Circus approximans) ejtik el. Éjjeli alvóhelyükön összeverődve könnyedén elejthető zsákmányt jelentenek a kuvik (Athene noctua), az erdei fülesbagoly (Asio otus), a réti fülesbagoly (Asio flammeus), a gyöngybagoly (Tyto alba), a macskabagoly (Strix aluco) és az uhu (Bubo bubo) számára.

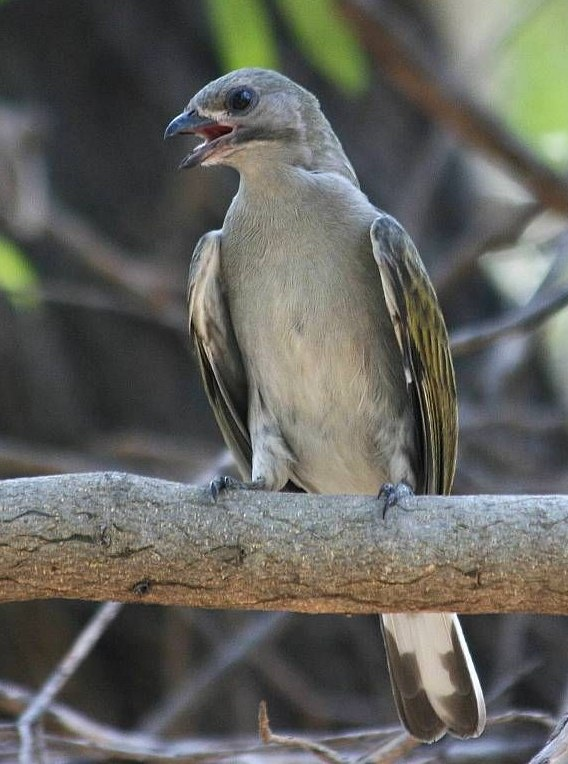
A kis mézkalauz gyakran a seregélyek fészkébe csempészi tojásait

Észak-Amerikában több, mint húsz héja-, sólyom- és bagolyfaj vadászik a vadon élő seregélyekre alkalmanként, leggyakrabban a városokban élő vándorsólymok és kis sólymok (Falco columbarius). A pásztormejnók (Acridotheres tristis) időnként megkaparintják a seregélyek lerakott tojásait, vagy a kikelt fiókákat, vagy felnőtt egyedeket is elragadnak a fészekből, valamint a mézkalauzfélék közé tartozó kis mézkalauz (Indicator minor) a seregély fészekparazitája, mivel tojásait a seregély fészkébe tojja és velük nevelteti fel fiókáit. A seregélyek inkább bűnösök, mint sem áldozatok a fészekrablásban, főleg a többi seregéllyel és a harkályfélékkel szemben. A seregélyek fészkeit olyan állatok is megtámadhatják, amelyek képesek felmászni, feljutni odáig, mint például a hermelin (Mustela erminea), mosómedve (Procyon lotor), valamint mókusfélék (Sciurus spp.), és házi macskák (Felis silvestris catus) is, melyek zsákmányul ejthetik a könnyelmű egyedeket.
A seregélyeknek számos élősködőjük van. Az Amerikai Egyesült Államok hat államában, összesen háromszáz seregély vizsgálatával elvégzett kutatás úgy találta, hogy mindegyik egyednek volt legalább egy élősködője, 99 százalékuknak külsején bolhák (Siphonaptera), atkák (Acari), vagy kullancsok (Ixodidae) voltak és a vizsgált egyedek 95 százalékának voltak belső parazitái, többnyire különböző típusú férgek. A vérszívók a gazdaállat elpusztulása esetén elhagyták azt, ám a többi külső élősködő továbbra is a tetemen maradt. Az eldeformált csőrű egyedek többségét jelentős mértékben rágótetvek fertőzték meg, feltehetően azért, mert sérült csőrükkel képtelenek voltak eltávolítani a kártevőiket.
A Ceratophyllus gallinae a leggyakrabban előforduló bolhaféle fészkeikben. Az elsősorban verébféléket támadó kicsi és halvány C. fringillae bolha szintén előfordult a fészkekben, ami valószínűleg azért fordulhat elő, mivel a verebek szívesen fészkelnek más madarak nagyobb fészkének oldalában, ezért könnyedén áttelepszenek a bolhák az egyik madárfajról a másikra. Az Egyesült Államokban e bolhafaj csak a házi verebeknél fordul elő. A seregélyeken a Menacanthus eurystemus, a Brueelia nebulosa és a Stumidoecus sturni tetvek fordulhatnak elő. Más ízeltlábúak is megjelenhetnek a seregélyeken, mint például kullancsok és atkák, például az Analgopsis passerinus, a Boydaia stumi, a Dermanyssus gallinae, az Ornithonyssus bursa, az O. sylviarum, vagy a Proctophyllodes különböző fajai és a Pteronyssoides truncatus, valamint a Trouessartia rosteri. Az Androlaelaps casalis bolha a Dermanyssus gallinae egyedeire vadászik a gazdaállat testén. Az élősködők ilyen nagy száma alátámasztja azt, hogy miért is cserélik ki a seregélyek a felnevelt fészekaljak után a fészek bélését újra és újra.
Repülő rovarok közül a kullancslegyek (Omithomya nigricornis) és a Camus hemapterus lehetnek élősködői e madárfajnak. E fajok beférkőznek a fiatal egyedek épp kifejlődő tollazatába és a tollazat növekedésekor termelődő zsírokat, faggyút fogyasztják. A Hofmannophila pseudospretella lárvája a seregélyek fészkeit takarítja azáltal, hogy megeszi az elhullott fiókákat és az ürüléket. A Haemoproteus nemzetségbe tartozó Protozoa vérparazitákat kimutatták seregélyeknél is, ám a fonálférgek közé tartozó Syngamus trachea jóval ismertebb élősködője e madaraknak. E faj feljut az állat tüdejéből a hörgőkig, majd fulladást okoz. Nagy-Britanniában a vetési varjak és a seregélyek a legfertőzöttebb madárfajok ezzel az élősködővel. A seregélyeknél előfordulhat még a Prosthorhynchus transverses is, mint belső parazita.
A madártuberkolózis, a madármalária, valamint a retrovírusok közé tartozó Lymphoma szintén érintheti e madárfaj egyedeit. A fogságban tartott seregélyek májában felszaporodhat a vas, melyet fekete tea-levelek adásával lehet elkerülni.

## Kapcsolata az emberekkel

### Haszna és kára

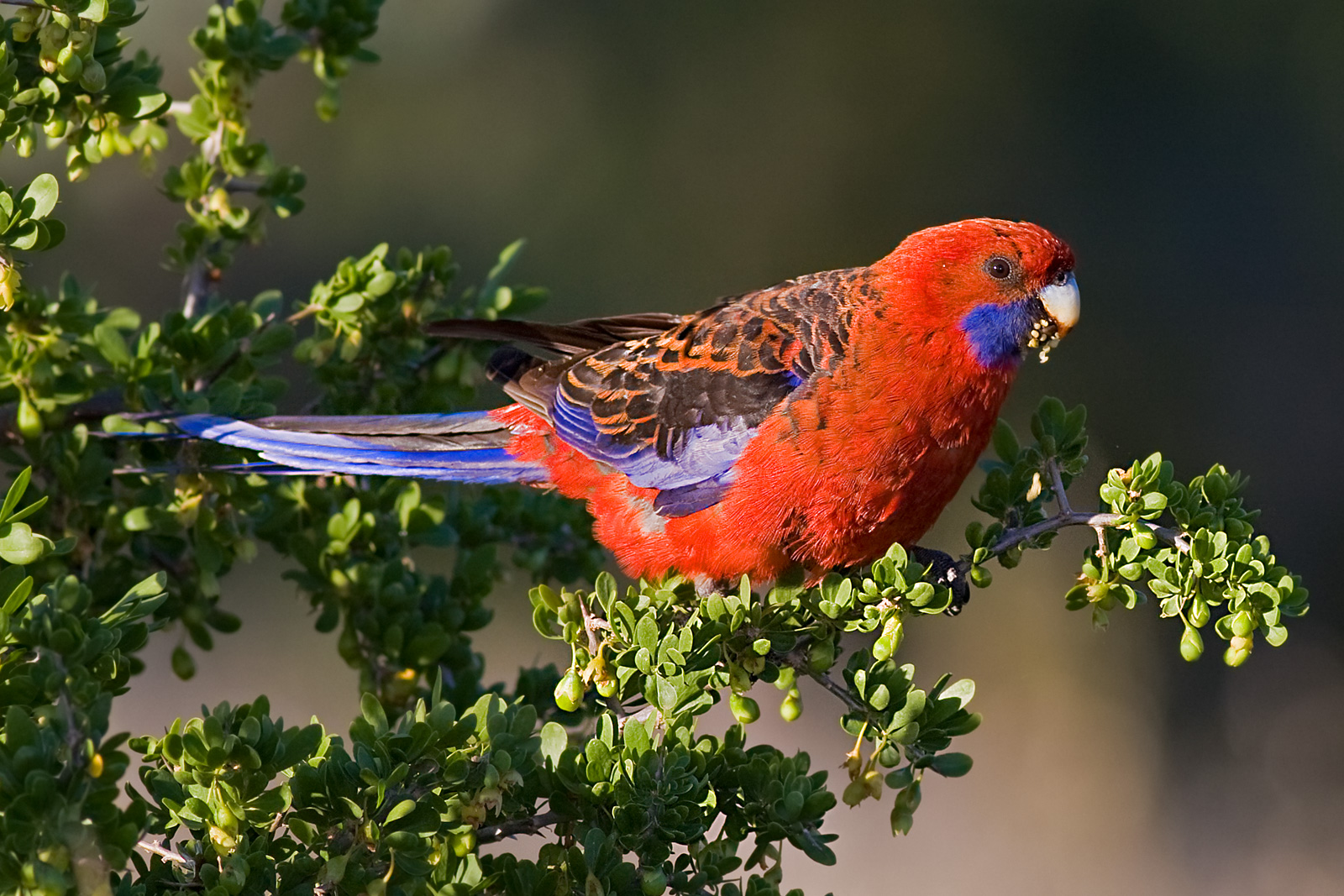
A behurcolt seregélyek versenytársat jelentenek az olyan őshonos madárfajok számára, mint például a pennant-papagáj

Mivel a seregély kártevőket fogyaszt, mint amilyenek például a pattanóbogár-félék, ezért hasznos madárfajnak tekintik Eurázsia északi részein és ez az egyik oka annak, hogy elkezdték betelepíteni más vidékekre is. Közel 25 millió mesterséges madárodút helyeztek ki a Szovjetunió területén e madárfaj számára és a seregélyeket hatékonynak találták Új-Zélandon a Costelytra zelandica kordában tartásában. Az eredeti ausztrál elterjedést megkönnyítette e madarak számára kihelyezett mesterséges fészkek kihelyezése, mely elősegítette a rovarevő seregélyek terjedését. Az Egyesült Államokban, ahol a mezőgazdasági minisztérium kártevőnek minősíti e madárfajt, mégis elismerik, hogy számtalan rovarfajt fogyasztanak e madarak.
A seregélyeket behurcolták például Ausztrália egyes területeire, vagy Észak-Amerikába, ahonnan a nemzetség többi faja teljesen hiányzik, és ezáltal hatással lehetnek a helyi madárfajokra, mivel versenytársat jelentenek a helyi fajok számára. A Poecile nemzetség tagjait, a csuszkaféléket, a harkályféléket, az északi bíborfecskék és egyéb fecskeféléket érinti a seregélyek betelepítése. Ausztráliában a seregélyek versenytársat jelentenek a Pennant-papagájoknak és a rozellapapagájoknak. A helyi fajok csökkenésében játszott szerepe miatt, valamint a mezőgazdaság számára okozott károk miatt a seregély szerepel a Természetvédelmi Világszövetség globálisan invazív fajok listáján.
A nagy csapatokban lecsapó seregélyek komoly pusztítást képesek okozni a gyümölcsösökben, szőlőültetvényeken. Szívesen elfogyasztják a szőlő, az őszibarack, az olajfa, a ribiszke, vagy a paradicsom terméseit. A friss vetéseket is képesek kitúrni csőrükkel a földből, valamint a csírázó magvakat is elfogyasztják. Az ürülékük alapján feltehetően fogyasztanak állateledelt és elszórt magvakat is. Ausztrália keleti részén úgy tartják, hogy az Asparagus asparagoides, valamint a szeder és a Chrysanthemoides monilifera magjait a seregélyek terjesztik. Az Egyesült Államokban évente mintegy 800 millió dollárnyi kárt okoz e madárfaj a mezőgazdaságnak. Dél-Afrikában nem tartják a mezőgazdaság számára kártékony madárnak a seregélyeket annyira, mint amennyire az Amerikai Egyesült Államokban.
A seregélyek nagy csapatai szintén okozhatnak különböző problémákat. A seregélyeket beszívhatják a sugárhajtású repülőgépek turbinái, amely súlyos balesetekhez is vezethet. Az egyik legsúlyosabb ezek közül az volt, amikor 1960-ban Bostonban egy légcsavaros gázturbinájú repülőgép 62 személlyel a fedélzetén belerepült egy csapat seregélybe és a turbinába került madarak miatt a gép az illinoisi Winthrop Harbor település közelében lezuhant és a fedélzeten lévők életüket vesztették.
A seregélyek ürüléke tartalmazhatja a Histoplasma nevű gombafaj spóráit, amely Histoplasmosist okozhat az embereknél. A seregélyek alvóhelyeinél az ürülékben elszaporodhat ez a gombafaj. Számos egyéb fertőzést terjeszthetnek a seregélyek, amelyek az emberre is veszélyt jelentenek, bár eltúlzott lehet a madarak által terjesztett betegségekkel kapcsolatos aggodalom.

### Egyedszámának szabályozása
Mivel károkat okoznak a mezőgazdaságban, ezért az emberek különböző lépéseket tettek a seregélyek számának korlátozására. Természetes fészkelőterületeinek határain belül ez leginkább a törvényhozás által érintette a populációját. Például Spanyolországban e madárfajt kereskedelmi célból vadászták, hogy ételek alapanyagát képezze és az év egy rövid időszakában vadászható volt, miközben Franciaországban kártevőnek nyilvánították és az év nagy részében vadászható volt. Az Egyesült Királyságban az év teljes időszakában vadászható madárfaj volt. E madárfaj vándorló életmódú egyedei, viszonylag nagy területen ki voltak téve a létszám-szabályozásnak, míg a költőpopuláció nem igazán volt érintve ebben. Európában a törvényi szabályozás kereteinek országonként eltérő mivolta és a költöző populációk azzal az eredménnyel jártak, hogy nem volt hosszú életű, jelentős hatása e korlátozásoknak. A nem halálos technológiák, mint például a madárijesztők csak ideiglenes eredménnyel jártak.
A városokban elhelyezkedő nagyobb alvóhelyek nagy zajjal és a madarak által hátrahagyott bűzlő ürülék szennyezőhatásával járnak. 1949-ben egy nagyobb csapat seregély telepedett rá a Big Ben óramutatóira, amely emiatt megállt. Ez sikertelen próbálkozásokhoz vezetett, amely során hálóval próbálták meg befogni az alvóhelyeken a madarakat, az épületek párkányaira síkosító anyagokat permeteztek, valamint a seregélyek riasztó hangjelzéseit játszották le hangszórókból London belvárosában.

### A tudományban és a kultúrában

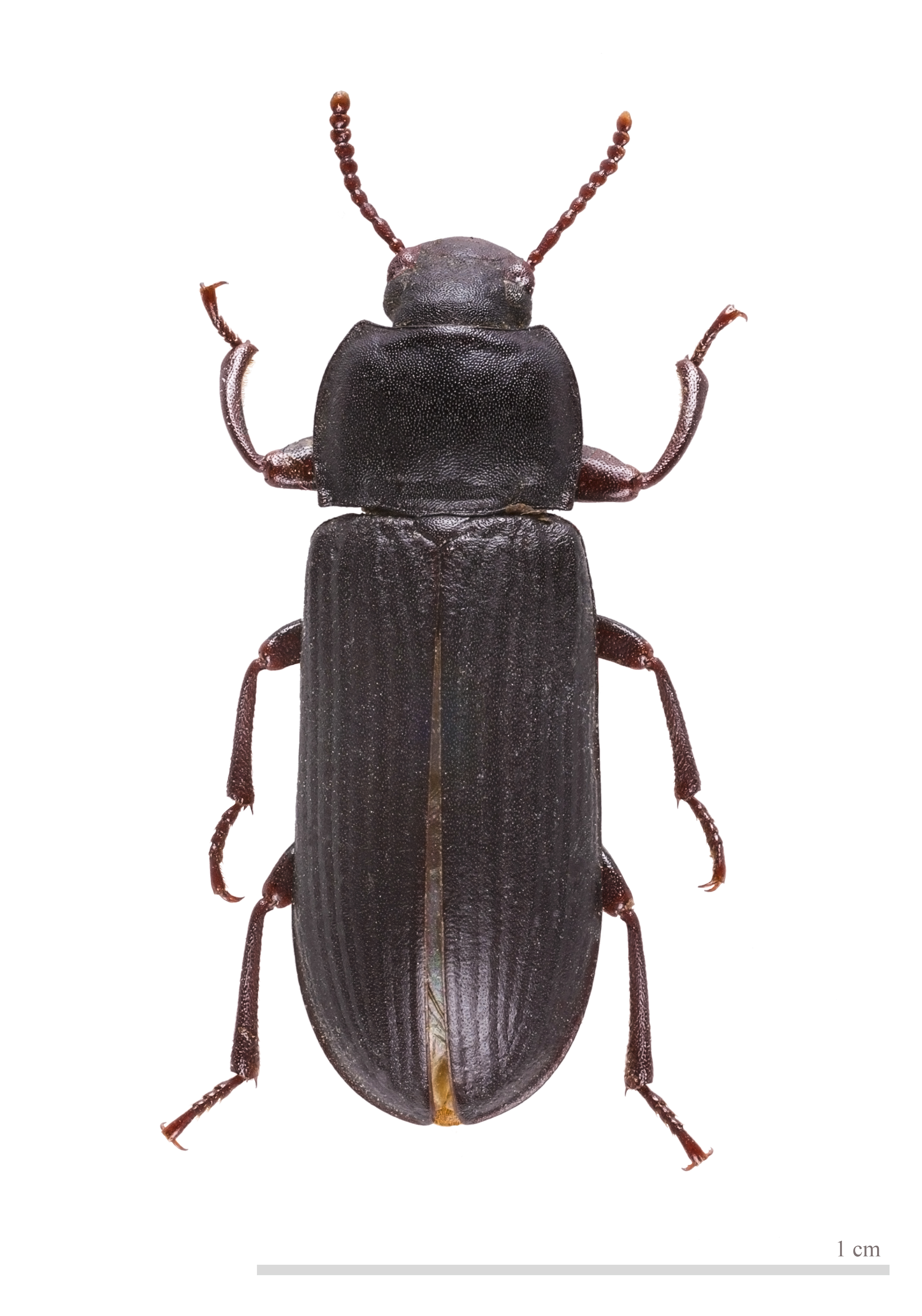
Laboratóriumokban gyakran közönséges lisztbogarakkal etetik a seregélyeket

A seregélyeket lehetséges háziállatként, vagy kísérleti állatként tartani. Konrad Lorenz osztrák etológus Salamon király gyűrűje című művében így ír a seregélyekről: „a szegény ember kutyája”, „valami, amit szeretni lehet”, mivel fiatal egyedeket könnyedén be lehet szerezni a természetből. Jól alkalmazkodik a fogsághoz és megfelelően fejlődik, növekedik általános madáreleségen és közönséges lisztbogarakon. Több madarat is lehet tartani egy kalitkában és kíváncsiságuk miatt könnyedén taníthatóak. Az egyetlen hátrányuk az, hogy mindenhová odapiszkítanak válogatás nélkül és megfelelő óvintézkedéseket kell tenni annak elkerülése érdekében, hogy a seregélyekről az emberre átterjedjen valamilyen betegség, vagy fertőzés. Mint laboratóriumi kísérleti madár a seregély a második legnagyobb létszámmal bír a házi galambokat követően.
A seregélyek hangutánzó képességét régóta ismeri az ember. A középkori walesi Mabinogionban Branwen megszelídített egy seregélyt, „beszélni tanította”, majd átküldte az Ír-tengeren egy üzenettel testvéreinek, Brannak és Manawydannak, akik ezután átszelték a tengert és Walesből Írországba hajóztak, hogy megmentsék őt. Caius Plinius Secundus azt állította, hogy e madaraknak megtaníthatóak egész görög és latin mondatok és William Shakespeare IV. Henrik című művében Henry Percy (Hotspur) kijelenti, hogy „A király megtiltotta a nyelvemnek, hogy beszéljen Mortimerrel. De megtalálom őt, amikor alszik és a fülébe ordítom: Mortimer!' Sőt lesz majd egy seregélyem, melyet meg kell majd tanítanom beszélni senki máshoz, csak Mortimerhez és neki adom, hogy dühét fenntartsam.”
Wolfgang Amadeus Mozartnak volt egy seregélye, amely el tudta énekelni Mozart: 17. zongoraversenyének egy részletét. Mozart egy boltban vette e madarat, miután meghallotta, hogy az egy olyan műből énekelt el egy részletet, melyet ő írt hat héttel korábban és amely művet még nem játszottak nyilvánosan. Nagyon ragaszkodott a madarához és amikor az három évvel később elpusztult, akkor egy bonyolult gyászszertartást rendezett neki. Úgy tartják, hogy a Mozart: Zenei tréfa című művének komikussága, következetlen stílusa a seregély énekéből ered. 
Azon emberek, akiknek volt seregélyük beszámoltak róla, hogy a madaraik kiragadtak egy-egy kifejezést, szóösszetételt és azt ismételgették. A szavaknak nincs jelentése a seregélyek számára, ezért gyakran megkeverik őket és nem az emberek által használt módon használják fel azokat éneklésük során. A seregélyek és más hangutánzásban jeleskedő madárfajok, mint például a csókák, a tövisszúró gébicsek gyakran gúnyolódásként helyezik el énekükben az emberi beszédet utánzó részeket.
A seregélyeket néhány mediterrán országban ételként fogyasztották. Húsa rágós és gyenge minőségű, ezért megfőzték, vagy pástétomot készítettek belőle. Az egyik recept szerint addig kell párolni, míg a húsa puha nem lesz, bár ez hosszabb időt vehet igénybe. Ha elég jól van elkészítve, akkor akár még jó ízű is lehet.

## Védettsége
Az Európai Közösségben természetvédelmi szempontból jelentős faj, természetvédelmi értéke 25 000 Ft/egyed.
A seregélyek populációját több mint 310 millió egyedre becsülik és a tendenciák alapján nem úgy tűnik, hogy ez a közeljövőben jelentős mértékű csökkenésnek indulna, ezért a Természetvédelmi Világszövetség a nem veszélyeztetett fajok közé sorolja e madarakat. Európa szerte jelentősen növekedett az egyedszám a 19. századtól kezdve, egészen az 1950-es, 1960-as évekkel bezárólag. 1830 körül a S. v. vulgaris egyre nagyobb területen terjedt el a Brit-szigeteken, valamint Írországban és Skóciában is megjelent, amely utóbbi helyen korábban egyáltalán nem volt jelen e faj, ugyanakkor a S. v. zetlandicus jelen volt korábban is a Shetland-szigeteken és a Külső-Hebridákon. A seregélyek már 1850 óta Svédország északi részein költenek, valamint Izlandon 1935 óta. A költőterület Dél-Franciaországon át Északkelet-Spanyolországig terjedt ki és további területnövekedés következett be Olaszország, Ausztria és Finnország egyes részein. Az Ibériai-félszigeten 1960-ban kezdtek el költeni a seregélyek, miközben az egyszínű seregélyek költőterülete észak felé tolódott ki az 1950-es évektől kezdődően. Terjedésük viszonylag alacsony sebessége (4,7 kilométer évente) a hegyvidékekkel tagolt, erdőségekkel borított vidéknek tudható be. Terjedésüket tovább lassította, hogy számos területen egymás versenytársaivá váltak azokon a vidékeken, ahol Dél-Franciaország és Északnyugat-Spanyolország területén átfedésbe kerültek fészkelőterületeik.
Az egyedszám jelentősebb visszaesése volt megfigyelhető 1980-tól kezdődően Svédország, Finnország, Észak-Oroszország (Karélia) és a balti államok területén, valamint kisebb mértékű csökkenés volt tapasztalható Észak- és Közép-Európában. E madarakat hátrányosan érintette az intenzív mezőgazdasági termelés elterjedése és emiatt számos országban került fel veszélyeztetett fajok listájára, mivel populációja több, mint felére csökkent. 1966 és 2004 közt Nagy-Britanniában több, mint 80 százalékkal esett vissza az állomány létszáma, bár egyes populációk Észak-Írország területén továbbra is növekvő egyedszámot mutattak, míg Anglia nagy részén erősen visszaesett a seregélyek száma. A fogyás oka javarészt az lehet, hogy a fiatal egyedeknek csökkentek a túlélési esélyei, melyet feltehetően a mezőgazdasági termelés módszereinek megváltozása okoz. Az Észak-Európában alkalmazott intenzív gazdálkodás azzal jár, hogy lecsökkent a legelők és rétek területe és a seregélyek számára fontos, a legelőkön élő ízeltlábúak csökkenése miatt kevesebb táplálékkal tudják ellátni fiókáikat.

## Fordítás
- Ez a szócikk részben vagy egészben  a   Common starling című angol Wikipédia-szócikk ezen változatának fordításán alapul.  Az eredeti cikk szerkesztőit annak laptörténete sorolja fel. Ez a jelzés csupán a megfogalmazás eredetét és a szerzői jogokat jelzi, nem szolgál a cikkben szereplő információk forrásmegjelöléseként.